# Marek Dagnan
Marek Antoni Dagnan (ur. 28 stycznia 1937 w Nowym Bytomiu, zm. 3 października 2016) – polski literat, poeta, prozaik, autor tekstów piosenek dla dorosłych i dla dzieci, również harcerskich i szant; także scenarzysta widowisk estradowych i filmów rysunkowych.

## Życiorys
Syn Anastazego (1904–1998) i  Anny Dagnan (1912–1998), brat Magdy. Studiował na Wydziale Psychologii Uniwersytetu Warszawskiego.
Był członkiem Rady Artystycznej KFPP w Opolu.
Ożenił się z Danutą Szklar (1937–1999). Miał córkę Martę, cierpiącą na zespół Downa.
Pochowany 20 października 2016 w grobie rodzinnym na cmentarzu parafialnym w Grabowie (sektor D-IV-11).

## Działalność literacka
Jego debiut literacki nastąpił w roku 1959, gdy napisał opowiadanie Miasteczko (zamieszczono je w tygodniku „Za i Przeciw”, prezentowano również w audycji Redakcji Literackiej Polskiego Radia. Jego trzy opowiadanie zostały wyróżnione w konkursie im. Jana Brzechwy ZAiKS-u.
Na początku lat 60. związał się z kabaretem warszawskiego klubu studenckiego Stodoła. Był jego kierownikiem literackim w latach 1961–1963. W latach 1976–1981 prowadził klub literacki przy bibliotece Zakładów Mechanicznych Ursus. W ZAiKS-ie był członkiem Sekcji D – Autorów Utworów Literackich Małych Form. Członek Związku Polskich Autorów i Kompozytorów ZAKR. Współtwórca kwartalnika Polish Culture.

## Autor tekstów piosenek
Piosenki zaczął pisać na początku lat 60. Jego pierwsze utwory zostały nagrane dla Radiowego Studia Piosenki. Początkowo pisał do muzyki Zbigniewa Ciechana, Krzysztofa Komedy, Andrzeja Kurylewicza. Potem pisał teksty również do muzyki innych kompozytorów, m.in. takich, jak: Władysław Dobrowolski, Włodzimierz Korcz, Seweryn Krajewski, Juliusz Loranc, Aleksander Nowacki, Andrzej Rybiński, Andrzej Sobieski.
W latach 1964–1971 tworzył teksty piosenek w duecie z Bogusławem Choińskim.
Utwory z jego tekstami usłyszeć można m.in. w wykonaniu takich artystów, jak: Alibabki, Andrzej i Eliza, Stan Borys, Czerwone Gitary, Daniel, Barbara Dunin, Edyta Geppert, Anna German, Homo Homini, Jolanta Jaszkowska, Bożydara Kapica, Seweryn Krajewski, Krystynki, Halina Kunicka, Zbigniew Kurtycz, Alicja Majewska, Aleksander Nowacki, Sława Przybylska, Ragtime Jazz Band, Andrzej Rybiński, Violetta Villas, Zdzisława Sośnicka, Urszula, Juliusz Wystup.

### Wybrane piosenki
- „A nam się podoba pan Hulot”
- „Bądź zawsze blisko mnie”
- „Jedna dusza, jedno ciało” („Na dzień dobry, na dobranoc”)
- „Jestem nietutejsza”
- „Lepiej albo horyzont 2000”
- „Mam skłonności do przesady”
- „Moje drugie ja”
- „Nie jest źle”
- „Nie liczę godzin i lat”
- „Nie mówmy o zmartwieniach”
- „Pocieszanka”
- „Przed pierwszym balem”
- „Prawdziwa historia Odyseusza”
- „Szukaj mnie”
- „Takie ładne oczy”
- „Tobie, Karolino”

#### Z Bogusławem Choińskim
- „Amoroso”
- „Drzewa ruszają w drogę”
- „Drzewo świata”
- „Opuszczamy krypę” (mel. oryg. „Leave her, Johny, leave her”)
- „Słodkie fiołki”
- „Wiatr aksamitny”
- „Wysoki brzeg Dundee” (mel. oryg. „Highland Laddie”)

## Filmografia

### Scenariusz
- 1975 – Porwanie kuli
- 1975 – Poszukiwanie kuli

### Teksty piosenek
do muzyki Seweryna Krajewskiego
- 1988 – Kogel-mogel
- 1989 – Galimatias, czyli kogel-mogel II
- 1993 – Komedia małżeńska

## Nagrody i odznaczenia
- 1968 – Nagroda Przewodniczącego Komitetu do spraw Radia i Telewizji na VI KFPP w Opolu za piosenkę „Takie ładne oczy”
- 1983 – II nagroda na XX KFPP w Opolu za piosenkę „Nie liczę godzin i lat”
- 1993 – Odznaka ZAiKS-u[11]
- 1995 – Brązowy Krzyż Zasługi[3]
- 1998 – Medal ZAiKS-u[11]